# Zakelijk gebruiksrecht (Belgisch recht)
Een zakelijk gebruiksrecht is in het Belgisch recht een zakelijk recht. Het kan een erfdienstbaarheid, een vruchtgebruik, een erfpacht of een opstal zijn. Een zakelijk gebruiksrecht kan alleen gevestigd worden op andermans goed en onderscheidt zich daarmee van het eigendomsrecht, dat een zakelijk recht is, maar geen zakelijk gebruiksrecht.
Nationaal recht